# بول والوت
بول والوت (بالألمانية: Paul Wallot)‏ (و. 1841 – 1912 م) هو مهندس معماري، وأستاذ جامعي ألماني، ولد في أوبنهايم، توفي في باد شفالباخ، عن عمر يناهز 71 عاماً.

## التعليم
تعلم في Bauakademie ‏
.

## أعمال بارزة
من أهم أعماله:
- مبنى الرايخستاغ.

## روابط خارجية
- بول والوت على موقع الموسوعة البريطانية (الإنجليزية)